# Печниково (Кувшиновский район)
Печниково — деревня в Кувшиновском районе Тверской области, относится к Могилевскому сельскому поселению.

## География
Деревня находится на берегу реки Цна в 3 км на север от центра поселения деревни Могилёвка и в 29 км на запад от районного центра Кувшиново.

## История

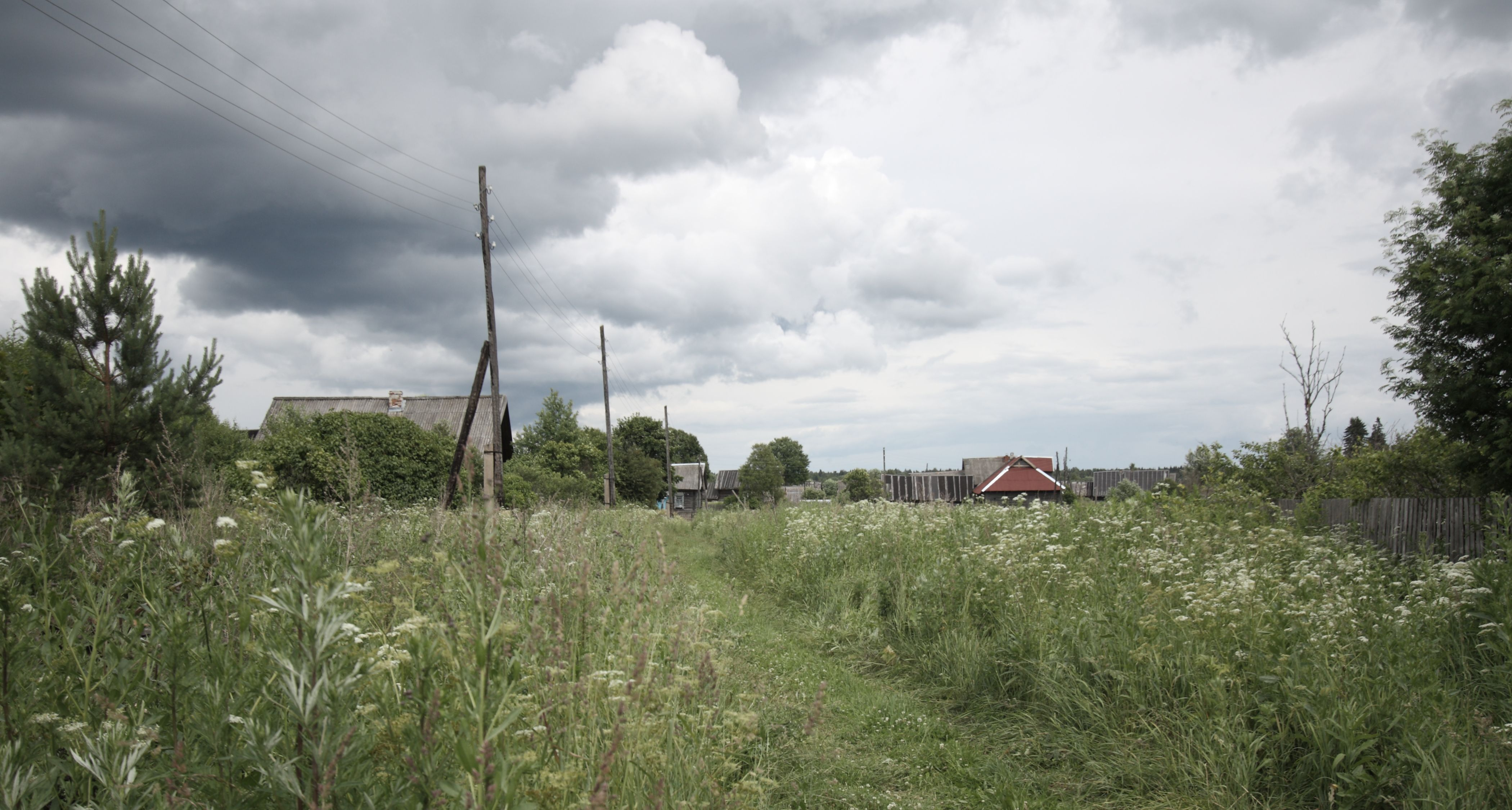
Деревня Печниково. 2014 год

В 1785 году в селе была построена деревянная Казанская церковь с 2 престолами.
В конце XIX — начале XX века село входило в состав Старо-Посонской волости Вышневолоцкого уезда Тверской губернии.
С 1929 года деревня входила в состав Могилевского сельсовета Кувшиновского района Тверского округа Московской области, с 1935 года — в составе Калининской области, с 2005 года — в составе Могилевского сельского поселения. 

## Население
| 1859 | 2008 | 2010 |
| ---- | ---- | ---- |
| 135  | ↘32  | ↘21  |